# Javier Chica
Javier Chica, właśc. Francisco Javier Chica Torres (ur. 17 maja 1985 w Barcelonie) – hiszpański piłkarz grający w Realu Betis na pozycji obrońcy.